# Abang (Mbalmayo)
Pour les articles homonymes, voir Abang.
Abang est un village du Cameroun, situé dans la commune de Mbalmayo, le département du Nyong-et-So'o et la région du Centre.

## Population
En 1963, Abang comptait 223 habitants, principalement des Bané. Lors du recensement de 2005, on y a dénombré 443 personnes.